# Conus gilvus
Conus gilvus é uma espécie de gastrópode do gênero Conus, pertencente à família Conidae.